# 19e bataillon de tirailleurs sénégalais
Pour les articles homonymes, voir 19e bataillon.
Le 19e bataillon de tirailleurs sénégalais (19e BTS) est un bataillon des troupes coloniales françaises.

## Création et différentes dénominations
- 19 novembre 1914 : création du bataillon[1]
- 1er janvier 1924 : devient 1er bataillon du 2e régiment de tirailleurs sénégalais du Maroc[2]
- 26 février 1926 : devient 1er bataillon du 6e régiment de tirailleurs sénégalais[2]
- 2 octobre 1929 : dissous[2]

## Chef de corps
- Édouard de Martonne[3]

## Historique des garnisons, combats et batailles du19eBTS
Le bataillon est formé le 19 novembre 1914 lorsque que le IIIe bataillon du régiment de marche sénégalais de l'Afrique-Occidentale française embarque pour le protectorat français au Maroc.
En décembre 1918, le bataillon rejoint la région de Thessalonique en Grèce. Il y est affecté en 1919 à la garde des soldats de l'ancienne Armée impériale russe.
Il revient ensuite au Maroc.